# Lettere italiane
Lettere italiane è un periodico trimestrale italiano, pubblicato dalla casa editrice Leo S. Olschki di Firenze, redatta negli istituti di letteratura italiana delle università di Padova e di Torino. 
La rivista è nata nel 1949, fondata dagli studiosi Vittore Branca e Giovanni Getto,  e si interessa specificamente di letteratura italiana, con ampie aperture sulla cultura europea.
È diretta da Carlo Ossola e Carlo Delcorno. Della direzione dalla rivista fanno parte anche Giovanni Baffetti, Gian Luigi Beccaria, Maria Luisa Doglio, Giorgio Ficara, Fabio Finotti, Claudio Griggio, Giulio Lepschy, Lino Pertile, Gilberto Pizzamiglio e Giacomo Jori, al quale è affidata la redazione del periodico.
La rivista è suddivisa in varie rubriche: "Articoli", "Note e rassegne", "Notizie di manoscritti", "Recensioni", "Notiziario", "I libri: «Lettere Italiane» tra le novità suggerisce", "Libri ricevuti".
La rivista, ai fini dell'abilitazione scientifica nazionale, è in fascia A per i settori: 10/B1; 10/E1; 10/F1; 10/F2; 10/F3. 